# Run (Snow Patrol)
Run è un singolo del gruppo musicale britannico Snow Patrol, pubblicato il 26 febbraio 2004 come secondo estratto dal terzo album in studio Final Straw.

## Tracce
10"
Limited to 500 pressings only.
A:
1. Run (Jackknife Lee Remix) – 7:27

B:
1. Run (Freelance Hellraiser Remix) – 3:59

CD
1. Run (video)
2. Post Punk Progression – 3:23
3. Spitting Games (2001 Country Version) – 4:18

7"
A:
1. Run – 5:55

B:
1. Post Punk Progression – 3:23

iTunes digital download
1. Run (Live From Edinburgh) – 6:01

UK Promo CD
1. Run (Radio Edit) – 4:18

US Promo CD
1. Run (Radio Edit) – 4:18
2. Run (Album Version) – 5:55

## Classifiche
| Classifica (2004)                     | Posizione massima |
| ------------------------------------- | ----------------- |
| Australia                             | 76                |
| Irlanda                               | 25                |
| Paesi Bassi                           | 71                |
| Regno Unito                           | 5                 |
| U.S. Billboard Hot Modern Rock Tracks | 15                |
| Classifica (2007)                     | Posizione massima |
| Regno Unito                           | 147               |
| Classifica (2008)                     | Posizione massima |
| Regno Unito                           | 28                |

## Versione di Leona Lewis
La canzone è stata ripresa il 30 novembre 2008 dalla cantante britannica Leona Lewis, in una versione pop. Inserita nella versione deluxe dell'album Spirit, è stata estratta come quinto singolo ottenendo successo. è il 16 singolo più scaricato di sempre in Regno Unito, classifica dove Leona Lewis compare 3 volte anche con Bleeding Love e Better in Time.
International digital download
1. Run (Single Mix) – 4:39
2. Run – 5:14

North American digital download
1. Run (Single Mix) – 4:39

### Date di pubblicazione
| Paese       | Data             | Etichetta | Formati                      |
| ----------- | ---------------- | --------- | ---------------------------- |
| Irlanda     | 14 novembre 2008 | Sony BMG  | Digital download             |
| Regno Unito | 30 novembre 2008 | Syco      | Digital download             |
| Germania    | 12 dicembre 2008 | Sony BMG  | Digital download, CD singolo |
| Stati Uniti | 16 dicembre 2008 | J Records | Digital download             |
| Canada      | 16 dicembre 2008 | J Records | Digital download             |

### Classifiche
| Classifica (2008/2009) | Posizione massima |
| ---------------------- | ----------------- |
| Australia              | 78                |
| Austria                | 1                 |
| Canada                 | 13                |
| Europa                 | 6                 |
| Finlandia              | 7                 |
| Germania               | 3                 |
| Slovacchia             | 34                |
| Irlanda                | 1                 |
| Paesi Bassi            | 77                |
| Svezia                 | 13                |
| Regno Unito            | 1                 |
| Svizzera               | 2                 |
| U.S. Billboard Hot 100 | 81                |